# 林定
林定，福建福州府侯官縣人，明朝政治人物、進士出身。

## 生平
永樂九年，福建乡试中舉。永樂十三年，登乙未科會試中進士。